# Condado de Peraleja
El condado de Peraleja  es un título nobiliario español creado por el rey Alfonso XIII en favor de Luis López de Carrizosa y Giles, hijo de Francisco Javier López de Carrizosa y Pavón,  VIII marqués de Casa Pavón, mediante real decreto del 26 de diciembre de 1904 y despacho expedido el 13 de septiembre de 1905, para hacer memoria de un antiguo señorío de su casa.

## Condes de Peraleja
|                           | Titular                             | Periodo                   |
| Creación por Alfonso XIII | Creación por Alfonso XIII           | Creación por Alfonso XIII |
| ------------------------- | ----------------------------------- | ------------------------- |
| I                         | Luis López de Carrizosa y Giles     | 1904-1905                 |
| II                        | Luis López de Carrizosa e Ibarra    | 1906-1975                 |
| III                       | Luis López de Carrizosa y Domecq    | 1977-2020                 |
| IV                        | Luis López de Carrizosa y Caballero | 2021-actual titular       |

## Historia de los condes de Peraleja
- Luis López de Carrizosa y Giles (1867-Dos Hermanas, 11 de enero de 1916),[3] I conde de Peraleja, caballero de la Real Maestranza de Ronda.[1]

Casó con Trinidad Ibarra y Menchacatorre. El 3 de noviembre de 1906 le sucedió su hijo:
- Luis López de Carrizosa e Ibarra (Sevilla, 9 de enero de 1911-Jerez de la Frontera, 26 de junio de 1975), II conde de Peraleja, caballero de la Real Maestranza de Ronda.[1]

Casó con Fernanda de Domecq y González. El 15 de diciembre de 1977, previa orden del 28 de febrero del mismo año para que se expida la correspondiente carta de sucesión (BOE del 7 de junio), le sucedió su hijo:
- Luis López de Carrizosa y Domecq (Jerez de la Frontera, 13 de octubre de 1934-14 de septiembre de 2020), III conde de Peraleja, empresario español.[6][7]

Casó con María del Carmen Caballero Florido. Le sucedió su hijo:
- Luis López de Carrizosa y Caballero, IV conde de Peraleja.[8]